# USS LST-706
O USS LST-706 foi um navio de guerra norte-americano da classe LST que operou durante a Segunda Guerra Mundial.